# Platygaster gracilipes
Platygaster gracilipes är en stekelart som beskrevs av Lars Huggert 1975. Platygaster gracilipes ingår i släktet Platygaster och familjen gallmyggesteklar. Arten är reproducerande i Sverige. Inga underarter finns listade i Catalogue of Life.